# Kodeń (przystanek kolejowy)
Kodeń (biał. Кодзень; ros. Кодень) – przystanek kolejowy w miejscowości Stradecz, w rejonie brzeskim, w obwodzie brzeskim, na Białorusi.
Przed II wojną światową stacja kolejowa. W późniejszym okresie dodatkowe tory zostały zdemontowane, a stacja zdegradowana do roli przystanku.
Nazwa przystanku pochodzi od wsi Kodeń, położonej na lewym brzegu Bugu. Do II wojny światowej z miejscowości biegła droga do stacji przez most na Bugu. W 1945 wieś Kodeń pozostała w Polsce, podczas gdy stacja Kodeń znalazła się w granicach Związku Sowieckiego. Mimo to dawna nazwa stacji, a następnie przystanku, zachowana została do czasów współczesnych.